# Tinianmonarch
De tinianmonarch (Monarcha takatsukasae) is een zangvogel uit de familie Monarchidae (monarchen).

## Verspreiding en leefgebied
Deze soort is endemisch op de eilanden Tinian en Aguijan in de Noordelijke Marianen in Micronesië.

## Status
De grootte van de populatie is in 2021 geschat op 33.000-66.000 volwassen vogels. De trend is nog wel stabiel maar het verspreidingsgebied is erg klein en de introductie van de bruine nachtboomslang is potentieel een grote bedreiging. Op de Rode lijst van de IUCN heeft deze soort daarom de status gevoelig.